# Tachibana Higuchi
Tachibana Higuchi, född 16 mars 1975 i Kyoto i Japan, är en japansk mangaka. Hon är känd för sina mangor Gakuen Alice och M to N no Shouzou.